# Novafroneta parmulata
Novafroneta parmulata är en spindelart som beskrevs av A. David Blest 1979. Novafroneta parmulata ingår i släktet Novafroneta och familjen täckvävarspindlar. Inga underarter finns listade i Catalogue of Life.